# Krämerbrücke
 (septembre 2011).
Si vous disposez d'ouvrages ou d'articles de référence ou si vous connaissez des sites web de qualité traitant du thème abordé ici, merci de compléter l'article en donnant les références utiles à sa vérifiabilité et en les liant à la section « Notes et références ».
Le Krämerbrücke (en français, pont des Épiciers) est un pont en arc habité d'Allemagne, situé en Thuringe, à Erfurt. Il s'agit d'un des principaux monuments d'Erfurt.
La première description écrite du pont est en latin (« pons rerum venalium ») datant de 1156. Déjà sur le pont de bois il y avait des commerçants à gauche et la droite qui ont installé des stands. En 1325, le pont a été construit de nouveau en maçonnerie de grès.
Après un incendie de la ville en 1472 qui a détruit la moitié de la ville et les maisons sur le pont, le pont a été reconstruit dans sa forme actuelle, mais avec 62 maisons à colombages. Au XVIIIe siècle, le nombre de maisons sur le pont a diminué jusqu'à 38 en raison des associations des bâtiments, des nouveaux bâtiments et des dommages d'incendie. Aujourd'hui, il y a encore 32 maisons. Les maisons 12 et 13 ont été démolies à la suite de dommages causés par la Seconde Guerre mondiale (bombardements de l'artillerie américaine en avril 1945) et reconstruites en 1952. 
À cause de son importance pour la ville en particulier ainsi que pour l'histoire de la construction en général, le pont a été bien entretenu et préservé également en RDA. On a restauré de 1967 à 1973 toutes les maisons. D'importantes réparations ont eu lieu entre 1985/1986 et 2002. Le pont est maintenant une zone piétonne qui ne peut être traversée que par des camions avec un maximum de 11 tonnes de charges par essieu. Aujourd'hui, on trouve notamment dans ses 32 maisons des boutiques d'artisanat et d'antiquités.

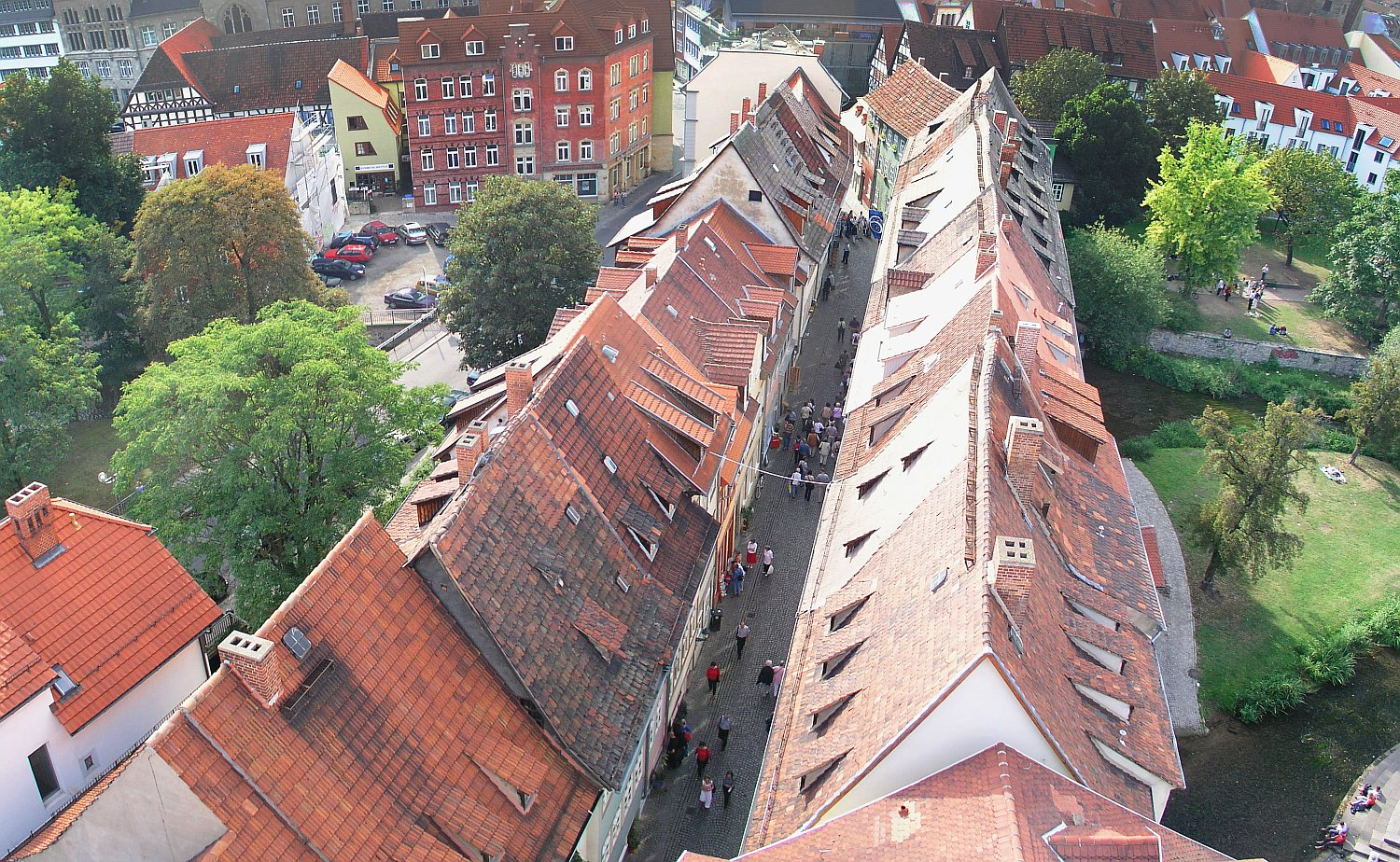
Le pont vu de dessus
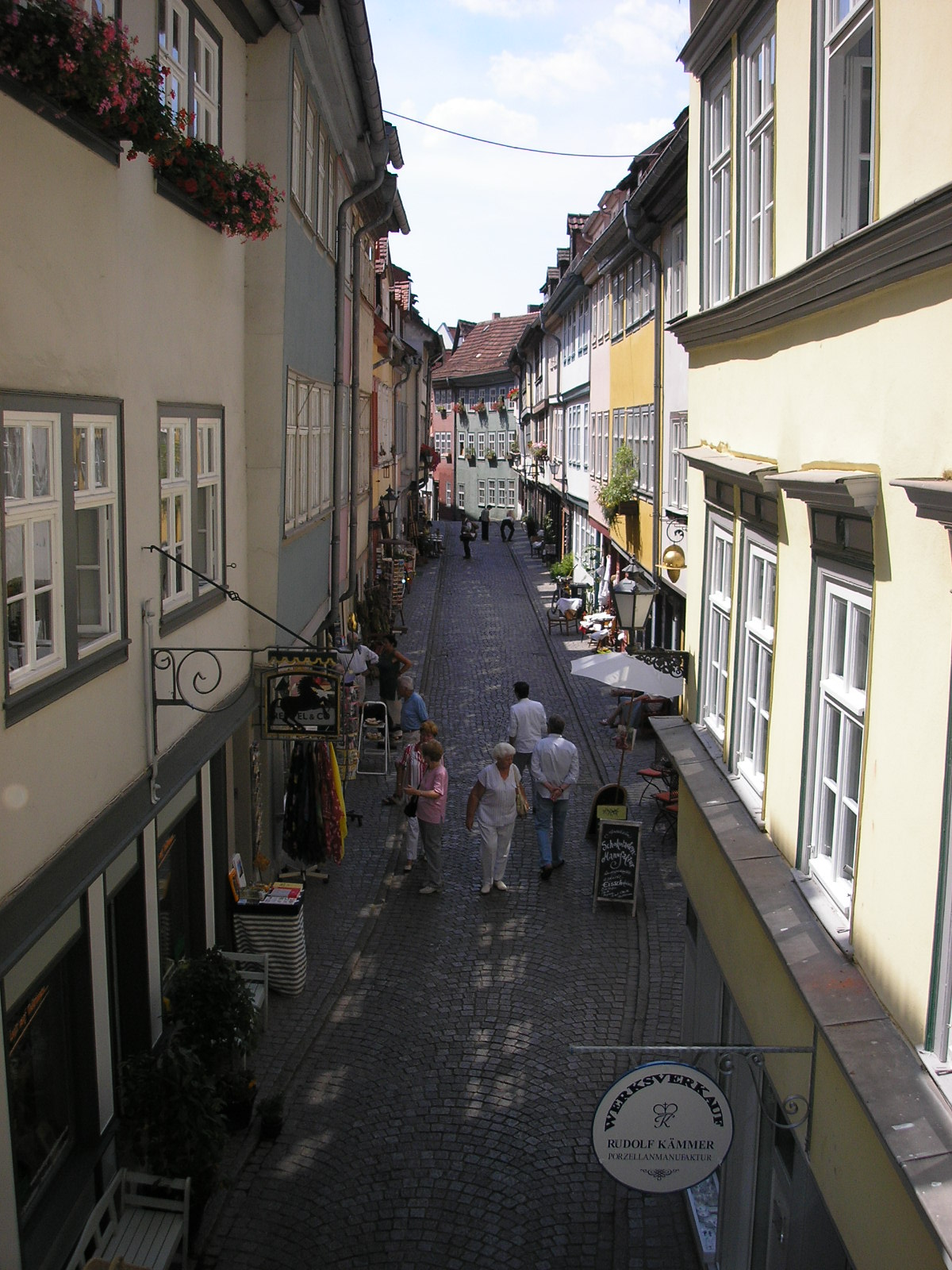
Sur le pont
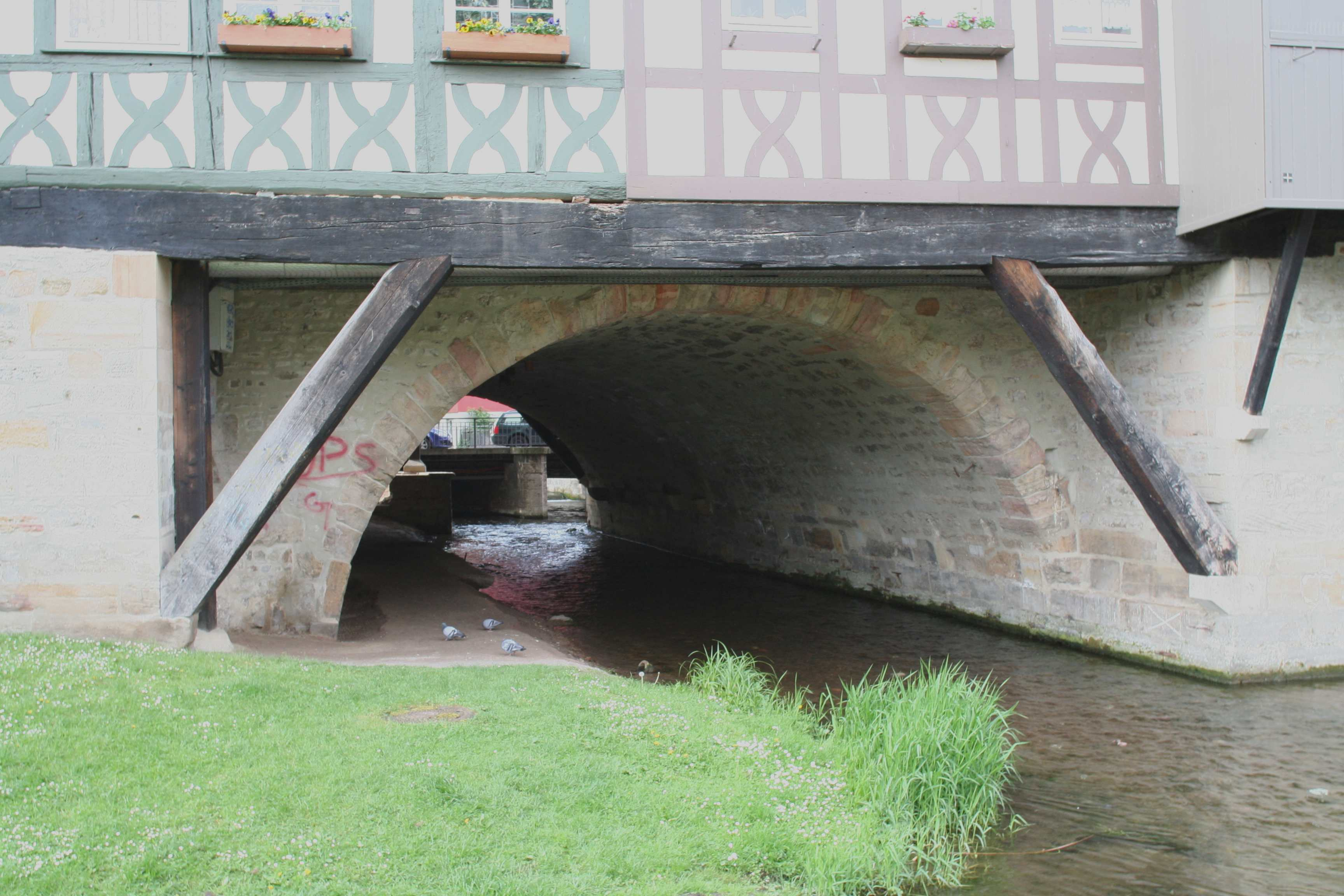
Le pont d'en bas